# Ахаз
Ахаз — син Йотама, цар Юдейського царства (2 Хр. 28:1). В. Олбрайт датує період його правління 735—715 р. до н. е., а Е. Тілє відносить час його царювання до 732/731-716/715 р. до н. е та співправління з батьком починаючи з 735/736 р. до н. е
Перші роки свого правління Ахаз був співправителем батька Йотама. За часів Ахаза в Юдеї все більшого поширення стали отримувати фінікійські і сирійські культи, що викликало обурення єрусалимських священиків і пророків. Так він встановив в Єрусалимі статую Ваала (2 Хр. 28:2). Тому ставлення до цього царя в Біблії значною мірою негативне.

## Союзник Ассирії
Ахаз, також як і його батько, Йотам, відмовився вступити в антиассирійський союз, в який окрім Ізраїлю і Арама увійшли правитель Гази Ганнон, що представляв філістимлян, Едом і цар Тіру — Хірам II. У той драматичний час пророк Ісая заохочував царя Ахаза опертися вимогам коаліції, водночас і рішуче відраджував шукати допомоги в Ассирії. Проте Ахаз не послухався Ісаю, та звернувся до Ассирії, яка охоче допомогла йому, але водночас і позбавила незалежності. З того часу походять ряд пророцтв Ісаї, що містяться у розділах 7-11 Книги пророка Ісаї. Бачачи небажання Юдеї приєднатися до коаліції, Ізраїль та Арам вирішили силою повалити представників дому Давида і посадити на юдейський престол свого ставленика — Тавеїлового сина (Іс. 7:6). Об'єднана армія ізраїльського царя Пекаха та арамейського царя Реціна рушила на Єрусалим. Дорогу їм перегородили війська юдеїв, але зазнали жорстокої поразки (Біблія свідчить про 120 тис. загиблих — 2 Хр. 28:6), багато хто потрапив у полон, а інші втекли до столиці. Єрусалим опинився в облозі. Взяти штурмом добре укріплене місто ізраїльтяни і арамеї на могли, але й відступати не хотіли. Бачачи скрутне становище Юдеї, філістимляни захопили ряд прикордонних міст (2 Хр. 28:18), а з півдня напали едомітяни, грабуючи і спустошуючи околиці. Вони знову відібрали Еціон-Гевер (Ейлат), позбавивши Юдею виходу до Червоного моря.
Тим часом Ахаз, замкнений облогою в Єрусалимі відправив послів до Ніневії до Тіглатпаласара з проханням про допомогу: 
|  | Я слуга твій і син твій! Прийди й визволь мене з руки арамійського царя та з руки ізраїльського царя, що встали проти мене» (2 Цар. 16:7) |

Цей заклик, підкріплений багатими дарами, був почутий. У 734 р. до н. е. ассирійська армія виступила в похід. Головним своїм супротивником Тіглатпаласар бачив Дамаське царство, що стояло на чолі антиассірійської коаліції. Однак першою впала Філіста. Цар Гази Ганнон втік до Єгипту, але незабаром повернувся і визнав владу Ассирії, сплативши величезний викуп.
Наступний удар прийшовся по Ізраїлю. Пеках впав жертвою бунту, а на його місце був посаджений прихильник Ассирії Осія. Ізраїльське царство сильно скоротилося в розмірах. Гілеад та Галілея були відокремлені від Ізраїльського царства і управлялися ассирійськими намісниками. Населення захоплених територій було насильно вислано в Месопотамію, а на решту була накладена данина. Ассирійські завоювання супроводжувалися руйнуваннями великих міст, що підтверджується археологічними розкопками в Хацор і Мегіддо.
Поки Тіглатпаласар залишався в Дамаску, де спорудив жертовник на честь своєї перемоги, туди прибув з візитом Ахаз. Він привіз багаті дари своєму визволителю, засвідчив добровільне підпорядкування Юдеї і узяв зобов'язання виплачувати досить велику данину. В знак пошани до ассирійського повелителя Ахаз наказав побудувати в Єрусалимі такий же жертовник як і у Дамаску та перебудувати Єрусалимський Храм. Наступником Ахаза став його син Єзекія.
Ім'я царя Ахаза згадується також у Євангелії від Матвія, Книзі родоводу Ісуса Христа (Мт. 1:9).